# 포트컬리스

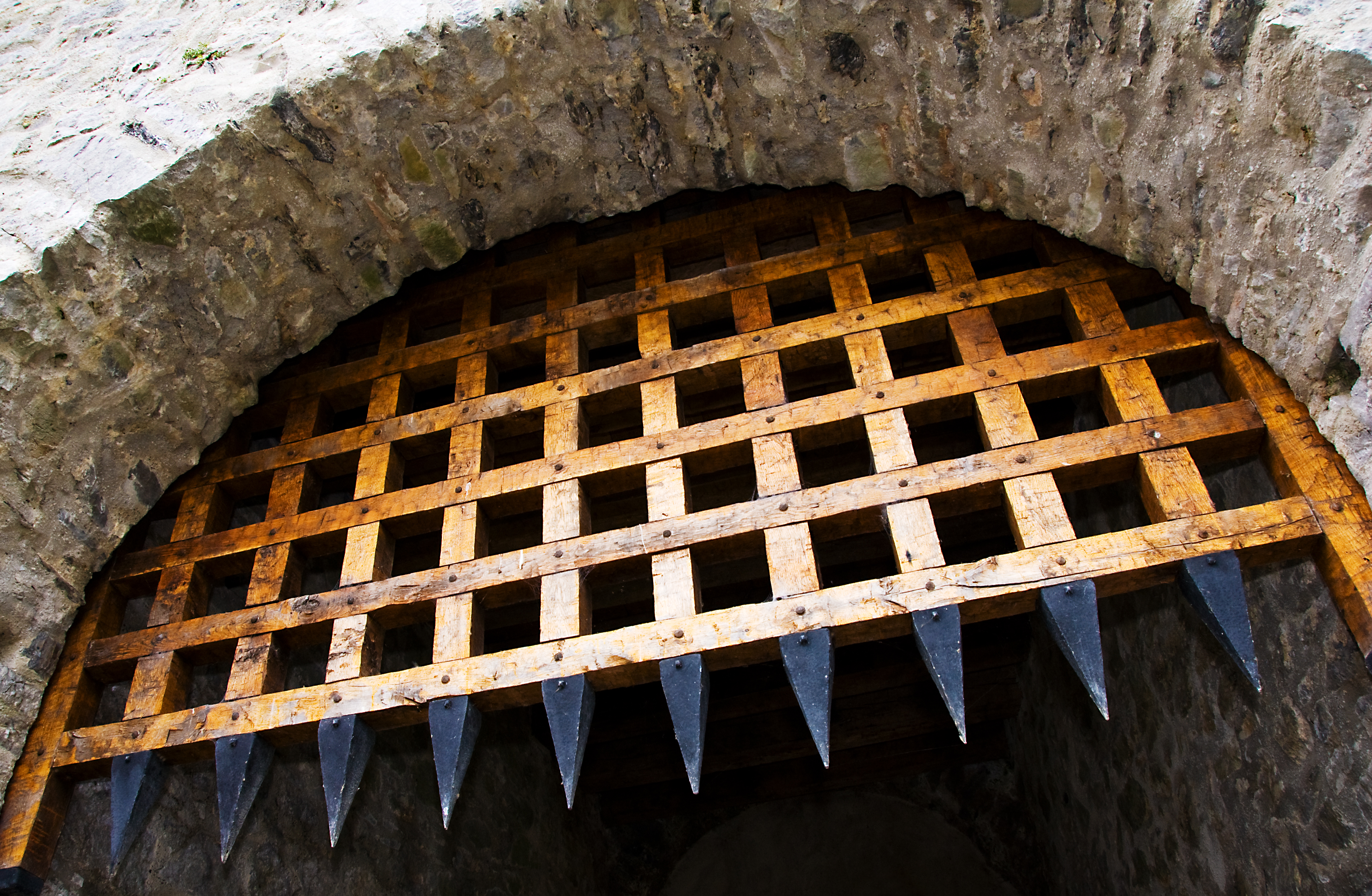
아일랜드 리머릭주 에이데어에 위치한 데스먼드성의 포트컬리스

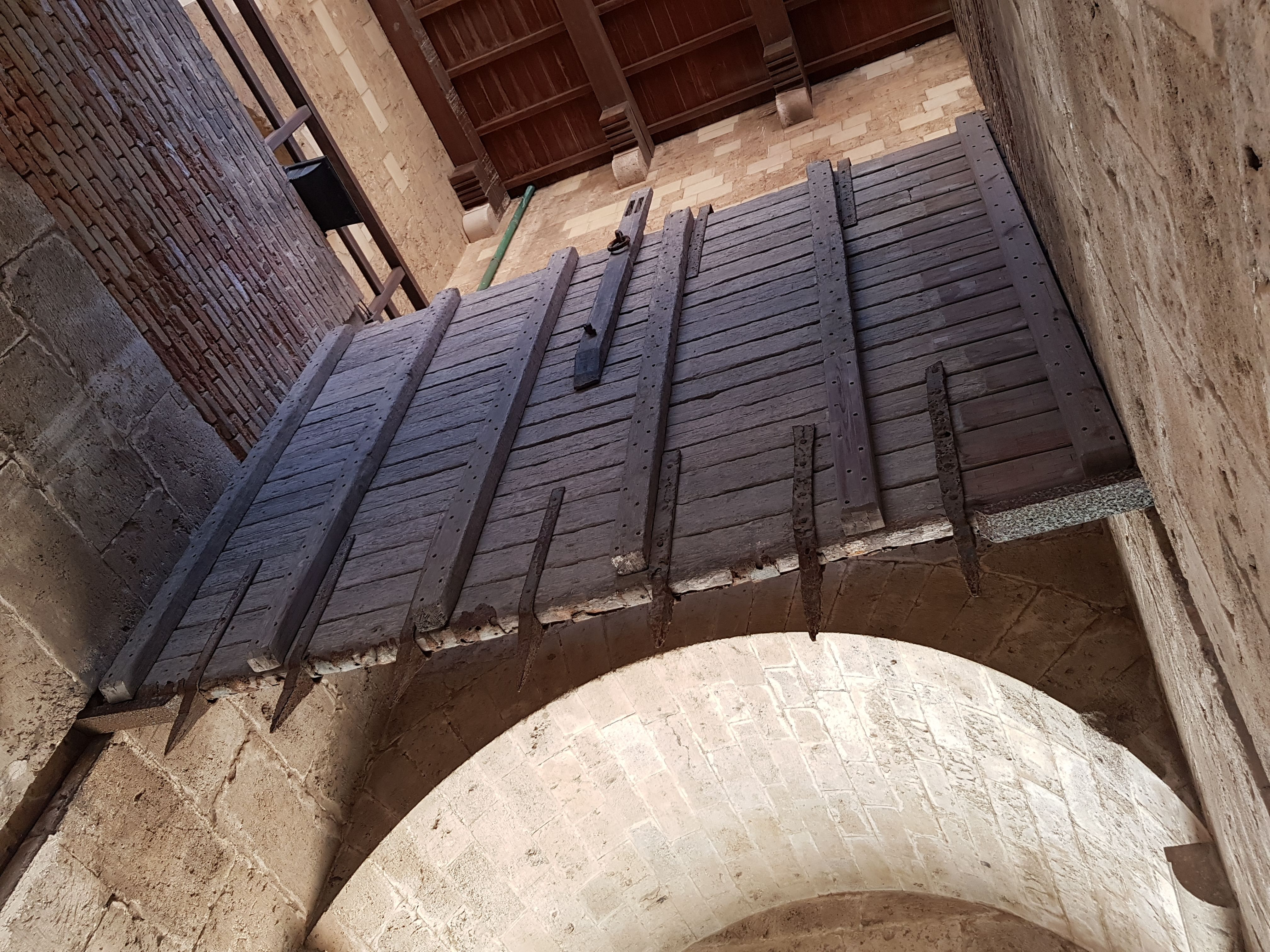
이탈리아 사르데냐 칼리아리에 위치한 토레 델렐레판테의 안쪽 내리닫이문

포트컬리스(영어: Portcullis)는 중세시대 서양에서 성채나 요새의 입구에 달았던 문으로, 한국어로 번역하면 내리닫이 창살문에 해당된다. 내리닫이라는 말에서 알 수 있듯이 위에서 아래로 닫히는 방식이며 두꺼운 나무, 금속 등으로 만든 묵직한 격자형 창살을 사용하였다. 문설주 (문짝) 안쪽에 파인 홈을 따라 아래로 미끄러져 내려가는 방식으로 작동한다.
영어로 '포트컬리스'라는 말은 '내리닫이문'을 뜻하는 고대 프랑스어 단어인 'Porte coleice' (포르트 콜레이스)에서 유래하였다.

## 용도

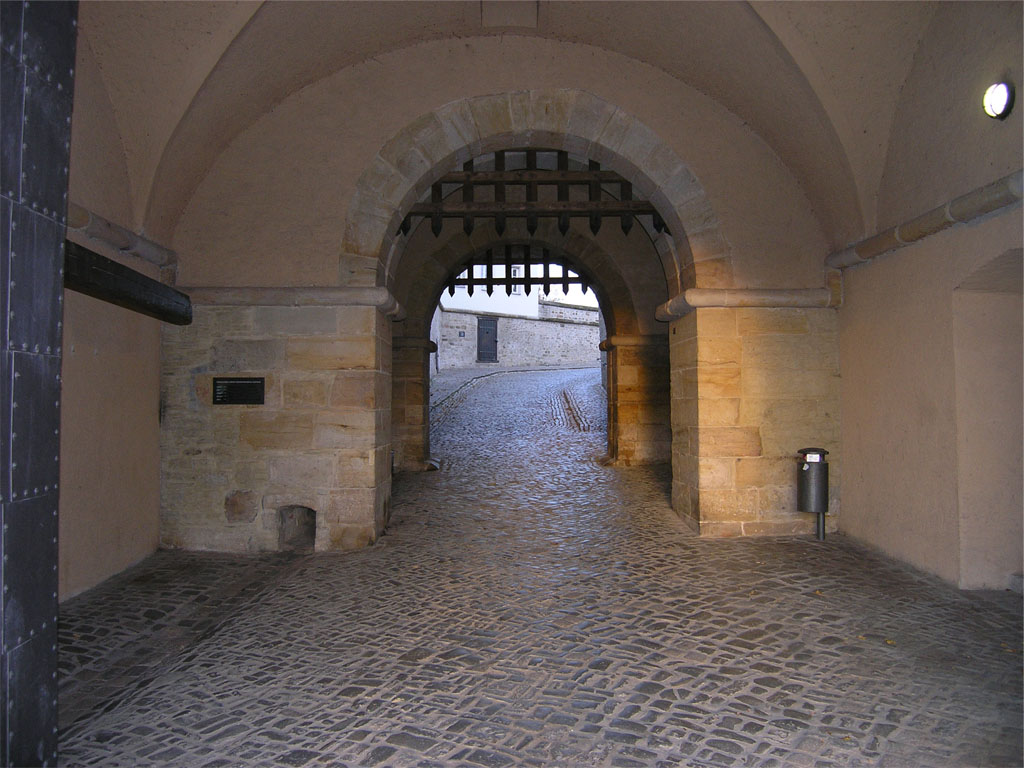
독일 에어푸르트 페테르스베르크성의 이중 내리닫이문

중세의 성채에 설치됐던 포트컬리스는 입구의 방어력을 강화하여, 군사 공격이나 포위전이 벌어질 때 성을 안전하게 지키는 역할을 했다. 성벽 내 수직 홈에 장착되어, 내부에 달린 윈치의 체인이나 밧줄을 밀고 당겨 빠르게 올리고 내릴 수 있었다. 유사시 경비원 한 사람의 인력으로도 즉시 닫을 수 있다는 점에서 일반적인 두꺼운 대문보다 유용하다는 이점이 있었다.
정문에 포트컬리스 두 개를 연달아 다는 경우도 있었다. 이런 경우에는 안쪽에 달린 것을 먼저 닫고, 그 다음에 바깥쪽의 것을 닫았다. 중간에 남는 공간으로 적을 가두는 데 사용하였으며, 지붕이나 머더홀 (공격용 구멍)을 통해 불타는 나무나 불에 달군 모래를 끼얹어 적을 공격하는 경우도 종종 있었다. 세간에서는 뜨거운 기름을 끼얹어 공격했다는 인식이 있으나 실제로는 극히 드물었는데 기름 자체가 매우 비쌌기 때문이다. 성벽 측면에는 화살구멍을 뚫어 궁수와 석궁병이 갇혀 있는 적들을 죽이기도 했다.
오늘날 유럽 곳곳의 성채에서 찾아볼 수 있으며 영국의 런던탑, 스코틀랜드의 에든버러성에 달린 포트컬리스는 현재까지도 작동되는 상태로 남아 있다.

## 문장

튜더가의 보퍼트 포트컬리스(Beaufort Portcullis) 문장

영국 관세소비세국의 상징기

영국을 비롯한 영연방 국가에서는 문장 (紋章)의 소재로도 사용된다. 영국의 귀족가문인 뷰포트 가는 포트컬리스를 문장으로 삼았으며, 잉글랜드 왕국 튜더 왕조의 헨리 7세는 모계쪽 혈통이 뷰포트가에 속했던 관계로 포트컬리스와 튜더 장미를 동시에 튜더가의 왕실문장으로 채택하였다. 이것을 계기로 포트컬리스는 영국의 문장학에서 보편적인 소재로 등극하게 됐다.
18세기 말 제5대 뷰포트 공작의 아들 찰스 서머싯 경은 케이프 식민지 총독 재임 시절, 남아프리카 식민지의 여러 문장에 포트컬리스를 사용하였다. 당시 서머싯 경은 수많은 도시를 건설하고 가문의 이름을 따서 명명하였는데 우스터, 서머싯웨스트, 포트뷰포트, 뷰포트웨스트가 대표적이다. 포트컬리스는 이들 도시의 문장 뿐만 아니라 학교, 상공회의소, 럭비 클럽의 문장으로 널리 활용되었던 것이다.
포트컬리스를 문장으로 사용한 대표적인 예시로는 웨스트민스터궁과 영국 의회를 들 수 있다. 다만 처음부터 상징으로 삼은 것은 아니며, 1834년 화재로 소실된 이후 찰스 배리 경의 주도로 궁전을 재건하는 과정에서, 새로운 궁전은 '입법의 성' (legislative castle)이 되어야 한다는 뜻에 따라, 성에 매다는 포트컬리스를 상징으로 삼자는 제안에 따라 채택된 것이다. 실제로 오늘날 포트컬리스는 영국 상원과 영국 하원의 상징으로 남아 있으며, 2001년에는 영국 국회의원들을 위한 새로운 사무용 건물의 이름을 '포트컬리스 하우스' (Portcullis House)라 명명하기도 했다.
포트컬리스를 문장으로 삼은 것은 다른 영연방 국가에도 영향을 끼쳤는데, 오스트레일리아 수도 준주의 문장은 포트컬리스를 소재로 삼고 있는데, 오스트레일리아 의회가 있는 본 지역과 본국의 영국 의회와의 연대를 표한 것이다. 캐나다에서는 캐나다 국경관리청의 배지, 문장, 상징기의 소재로 들어가 있으며, 영국 국왕 폐하의 대리인으로서 캐나다 국경 출입을 담당하고 있음을 상징한다.
이밖에도 지금은 폐지된 영국 관세소비세국 (HM Customs and Excise)의 상징기에도 들어가 있었으며, 옛날에는 영국 1페니 동전의 도안으로도 사용되었으나 지금은 영국 왕실 문장으로 대체되었다.

## 같이 보기
- 도개교
- 호딩
- 마시쿨리
- 샐리포트
- 예트

## 참고 문헌
- Kaufmann, J.E.; Kaufmann, H.W. (2001). 《The Medieval Fortress: Castles, Forts and Walled Cities of the Middle Ages》. Greenhill Books. ISBN 1-85367-455-9.